# Họ Koronis

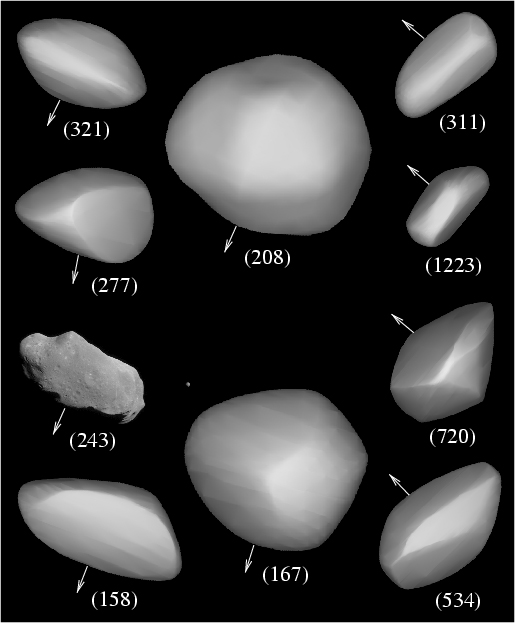
Bộ sưu tập hình ảnh do máy tính tạo ra (CGI) của NASA về các tiểu hành tinh họ Koronis

Họ Koronis là họ các tiểu hành tinh nằm trong vành đai chính giữa Sao Hoả và Sao Mộc. Chúng được cho rằng đã hình thành từ ít nhất 2 tỉ năm trước khi hai thiên thể lớn va chạm mạnh vào nhau. Tiểu hành tinh lớn nhất đã biết (208 Lacrimosa) có đường kính khoảng 41 km (25 dặm). Các tiểu hành tinh họ Koronis di chuyển thành một cụm trên cùng một quỹ đạo. Hơn 300 tiểu hành tinh đã được tìm thấy nhưng chỉ khoảng 20 tiểu hành tinh có đường kính lớn hơn 20 km.
Ngày 28 tháng 8 năm 1993, tàu vũ trụ Galileo đã ghé thăm một trong những thành viên của họ này, 243 Ida.

## Một số tiểu hành tinh lớn
| Tên  | Tên        | Đường kính trung bình | Bán trục lớn | Độ nghiêng quỹ đạo | Độ lệch tâm quỹ đạo | Phát hiện |
| ---- | ---------- | --------------------- | ------------ | ------------------ | ------------------- | --------- |
| 158  | Koronis    | 35,4 km               | 2,867 AU     | 1,00°              | 0,057               | 1876      |
| 167  | Urda       | 39,9 km               | 2,855 AU     | 2,21°              | 0,035               | 1876      |
| 208  | Lacrimosa  | 41,0 km               | 2,895 AU     | 1,751°             | 0,015               | 1879      |
| 243  | Ida        | 31,3 km               | 2,861 AU     | 1,138°             | 0,046               | 1884      |
| 263  | Dresda     | 23,0 km               | 2,886 AU     | 1,314°             | 0,079               | 1886      |
| 227  | Elvira     | 27,0 km               | 2,887 AU     | 1,156°             | 0,089               | 1888      |
| 311  | Claudia    | 24,0 km               | 2,897 AU     | 3,225°             | 0,008               | 1891      |
| 321  | Florentina | 27,0 km               | 2,886 AU     | 2,594°             | 0,043               | 1891      |
| 534  | Nassovia   | ?                     | 2,884 AU     | 3,277°             | 0,057               | 1904      |
| 720  | Bohlinia   | ?                     | 2,888 AU     | 2,359°             | 0,014               | 1911      |
| 1223 | Neckar     | ?                     | 2,8690752 AU | 2,55052º           | 0,0605204           | 1931      |
| 9908 | Aue        | ?                     | 2,900 AU     | 2,68°              | 0,0355              | 1971      |